# بردگوری دره بورون
بردگوری دره بورون مربوط به دوره اشکانیان - دوره ساسانیان است و در شهرستان کوهرنگ، بخش بازفت، دهستان بازفت، دره بورون نرسیده به روستای ترکی واقع شده و این اثر در تاریخ ۱۲ شهریور ۱۳۸۶ با شمارهٔ ثبت ۱۹۴۹۰ به‌عنوان یکی از آثار ملی ایران به ثبت رسیده است.